# Paul Donovan
Paul Donovan (ur. 11 lipca 1963 w Galway) – irlandzki lekkoatleta specjalizujący się w biegach średnio i długodystansowych, dwukrotny uczestnik letnich igrzysk olimpijskich (Los Angeles 1984, Barcelona 1992).

## Sukcesy sportowe
- dwukrotny mistrz Irlandii w biegu na 5000 metrów – 1990, 1993[1]
- dwukrotny halowy mistrz National Collegiate Athletic Association: w biegu na 1 milę (1985) oraz w biegu na 3000 m (1986)

| Rok  | Miasto       | Zawody                    | Konkurencja    | Wynik         |
| ---- | ------------ | ------------------------- | -------------- | ------------- |
| 1987 | Indianapolis | Halowe mistrzostwa świata | bieg na 3000 m | srebrny medal |

## Rekordy życiowe
- bieg na 1500 metrów – 3:38,31 – Eugene 02/06/1984
- bieg na 1500 metrów (hala) – 3:41,39 – Fayetteville 27/02/1985
- bieg na milę – 3:55,82 – Cork 02/07/1984
- bieg na milę (hala) – 3:56,39  – Fayetteville 25/01/1986
- bieg na 2000 metrów (hala) – 5:00,55 – Inglewood 21/02/1987
- bieg na 3000 metrów – 7:59,16 – São Paulo 16/05/1993
- bieg na 3000 metrów (hala) – 7:47,95 – East Rutherford 14/02/1987
- bieg na 2 mile (hala) – 8:25,39 – Cosford 15/03/1987
- bieg na 5000 metrów – 13:23,16 – Oslo 04/07/1992
- bieg na 5000 metrów (hala) – 13:53,6 – Boston 22/01/1984